# مدل‌سازی فرایندهای سازمان
منظور از «مدیریت فرآیندهای کسب‌وکار» یا  BPM، طراحی، اجرا و بهبود فعالیت‌های بین وظیفه‌ای است که اشخاص، سیستم‌های اطلاعاتی و شرکای تجاری را به‌هم پیوند می‌دهد.	
هر گونه مدل سازی جهت درک راحت‌تر از یک موجودیت ایجاد می‌شود و مدل سازی فرآیندهای سازمان نیز به همین منظور انجام می‌گردد. 
با توجه به پیشرفت‌های تکنولوژی و استفاده از ابزارهای فن آوری اطلاعات علاوه بر امکان مدل سازی (به وسیله این ابزارها)امکان شبیه سازی فرآیندهای مدل شده نیز وجود دارد، و این امکان به راحتی می‌تواند گلوگاه‌های موجود در سازمان  را نمایان سازد.
مهندسی سازمان  با توجه به پیچیدگی‌های فرآیندهای موجود در سازمان و ارتبط آن‌ها با یکدیگر (زنجیره ارزش سازمان)تقریباً بدون استفاده از ابزارهای مدل سازی و شبیه سازی امکان‌پذیر نخواهد بود، و هر چه زمان را پشت سر می‌گذاریم پیچیگی‌های کسب کار بیشتر خواهد شد و مسلما فرایندها نیز!

## ابزارهای مدل سازی
ابزارهای مدل سازی فرآیند روز به روز گسترش می‌یابند و هر روز امکانات بیشتری را در اختیار ما قرار می‌دهند. در ذیل به چند ابزار تجاری و Open source  اشاره می‌کنم: 
- BPMN
- ًTIBCO Software - TIBCO BPM
- INTALIO
- YASPER
- Appian - Appian Enterprise
- Macronetics - Automate BPM
- Ultimus - Ultimus BPM Suite
- Colosa - ProcessMaker
- ARIS
- QPR
- System Architect
- سیستم ساز BPMS

## معانی مختلف مدیریت فرآیندهای سازمان
- BPM به‌عنوان یک رویکرد مدیریتی
- BPM به‌عنوان یک تکنولوژی
- BPM به‌عنوان یک روش توسعه سیستم‌های کاربردی
- BPM به‌عنوان یک الگوی یکپارچه‌سازی

## مدل سازی فرآیند در مدیریت
- توجه جدی به فرآیندهای کسب‌وکار در سازمان‌ها پس از کار مایکل همر در زمینه مهندسی مجدد فرآیندها(اواسط دهه ۸۰ میلادی)
- رویکرد نظریه‌پردازان مدیریت به مفهوم «مدیریت مبتنی بر فرآیند» (دهه ۹۰ میلادی)
- پیدایش روش‌های BPI (بهبود فرآیندهای سازمانی)
- BPR(مهندسی مجدد فرآیندهای سازمانی)
- ۶ Sigma
- TQM
- Lean Thinking

نکته: BPI بهبود یکباره  فرآیندهای کاری است، در حالیکه BPM مستلزم بهبود مستمر فرآیندها در سازمان می‌باشد!

## BPM به‌عنوان یک پلتفرم فنی
راه‌حل‌های BPM مجموعه‌ای از ابزارهای نرم‌افزاری برای موارد زیر ارائه می‌کنند:
- 'مدلسازی و اجرای فرآیندهای کاری'
- 'مدیریت تغییرات قواعد کاری'
- 'تحلیل و ارزیابی فرآیندها'
- 'یکپارچه‌سازی با سیستم‌ها، پایگاه‌های داده‌ای و منابع اطلاعاتی موجود'

```
                                            
BPMS = BPM Suites / BPM Systems
```

## آینده BPM
هم‌اکنون تولیدکنندگان بزرگ راه‌حل‌های ERP نیز برنامه‌هایی برای انتقال بستر فنی محصولات خود به BPM طراحی کرده‌اند:
- Oracle: در سال ۲۰۰۸ اولین محصولات مبتنی بر Fusion Middleware ارائه و تا سال ۲۰۱۰ تمام محصولات منتقل خواهد شد.
- SAP: اولین محصولات با رویکرد BPM در سال ۲۰۰۷ ارائه و تا سال ۲۰۱۰ به‌طور کامل منتقل خواهد شد.

## استانداردهای فنی مدل سازی فرآیند Business Process modeling
- BPMN: استاندارد ترسیم فرآیندها*XPDL: استانداردی برای تبادل توصیف فرآیندها بین BPMS‌های مختلف
- BPML : استاندارد مدلسازی و توصیف فرآیندها
- BPEL : زیان استاندارد توصیف فرایندها*BPEL۴WS: توسعه‌ای از BPML برای کار با سرویسهای وب
- Wf - XML: استانداردی برای یکپارچه‌سازی و اتصال WF‌ها

## قابلیت‌ها / اجزای استاندارد یک  BPMS
- Graphical Business Process Modeling(مدل سازی شماتیک فرآیندهای کسب و کار سازمان)
- Orchestration (Workflow) Engine
- (Process Analysis Tools (BAM): آنالیز فرآیندهای مدل شده
- Rule Engine:موتورهایی جهت تدوین قوانین و محدودیت‌ها بر روی فرآیندها
- Process Registry / Repository
- Simulation & Optimization: شبیه سازی کسب کار بر مبنای فرآیندها و قوانین تعریف شده در سیستم
- (Application Integration (EAI, ESB
- (Document / Content repository (EDM